# 로터 (헬리콥터)

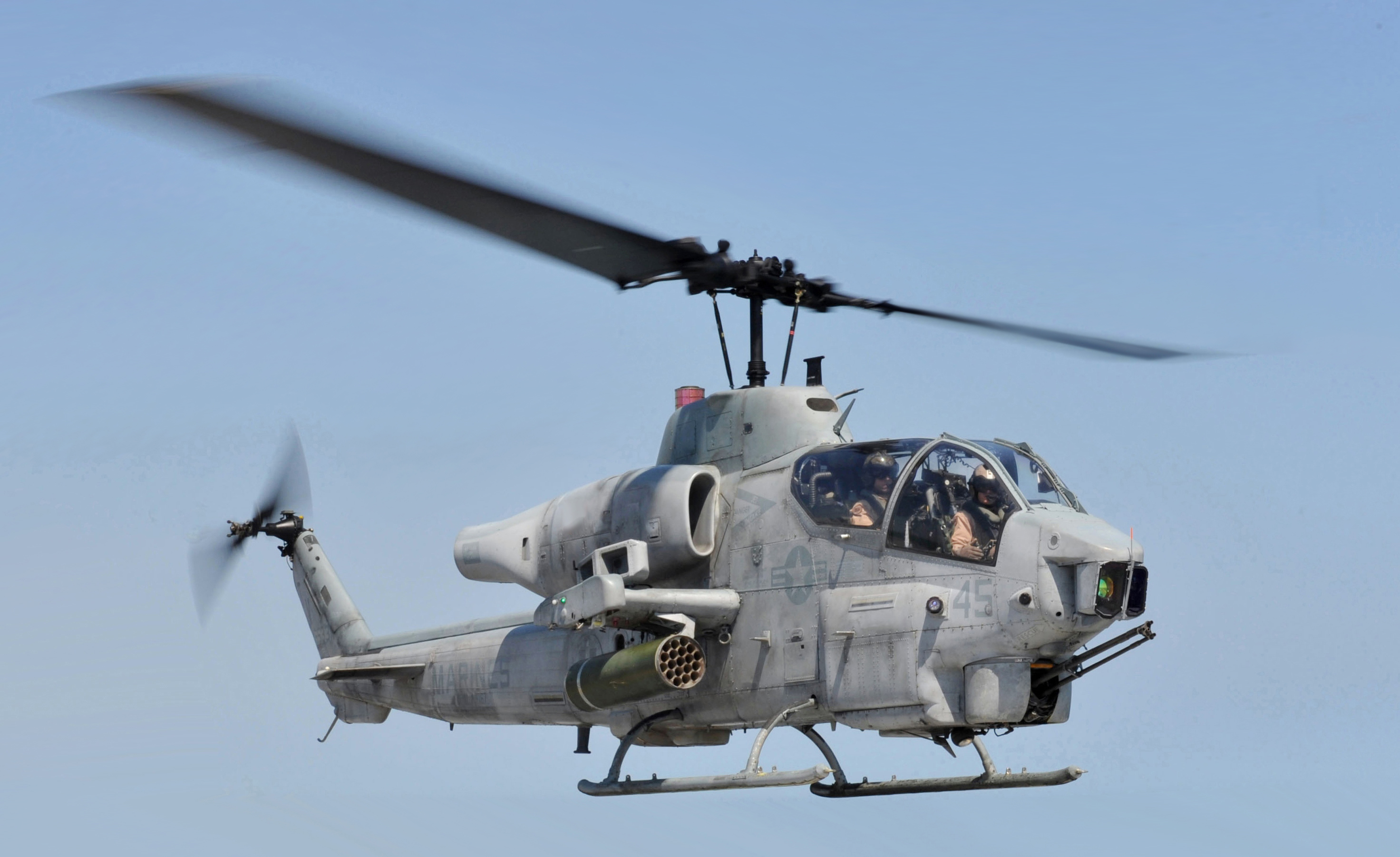
AH-1W 슈퍼코브라는 반강체형 로터이다.

로터(영어: rotor)는 헬리콥터에서 여러 개의 회전 날개 (로터 블레이드)와 제어 시스템의 조합을 의미한다. 이 로터는 헬리콥터의 중량을 지지하는 양력과 공기 저항을 이기고 앞으로 나아가는 추력을 낳는다.